# Latrodectus hasselti
Latrodectus hasselti (Thorell, 1870) nota anche come vedova nera australiana o ragno dalla schiena rossa (redback spider) è una specie di ragno appartenente alla famiglia Theridiidae e al genere Latrodectus, genere a cui appartengono ragni velenosi in alcuni casi potenzialmente letali detti comunemente "vedove nere". Il ragno è endemico dell'Australia con popolazioni introdotte in Nuova Zelanda, nel sud-est asiatico e in altre aree. La femmina adulta è facilmente riconoscibile dal suo corpo sferico nero con un'evidente striscia rossa sul lato superiore dell'addome e una macchia rosso/arancio a forma di clessidra sul lato inferiore. Le femmine di solito hanno una lunghezza del corpo di circa 10 mm, mentre il maschio è molto più piccolo, essendo lungo solo 3–4 mm.
Prevalentemente notturna, la femmina vive in una ragnatela a groviglio in un luogo caldo e riparato, spesso vicino o all'interno delle abitazioni. Preda insetti, altri ragni e piccoli vertebrati che rimangono intrappolati nella sua tela. I maschi e gli esemplari giovani vivono spesso attorno alla tela degli esemplari femminili e sottraggono gli avanzi. Questa è una delle numerose specie di ragni che pratica quasi sempre il cannibalismo durante l'accoppiamento.
Dopo l'accoppiamento, lo sperma viene immagazzinato nella spermateca, organo del tratto riproduttivo femminile, e può essere utilizzato fino a due anni dopo per fecondare diverse deposizioni di uova. Vengono deposte in media 250 uova per volta che vengono raccolte in una sacca di seta bianca rotonda.
L. hasselti è una delle poche specie di ragni che possono essere pericolose per l'uomo e la sua predilezione per gli habitat domestici lo rende responsabile di un gran numero di morsi di ragno in Australia. Prevalentemente neurotossico per i vertebrati, il veleno provoca latrodectismo nell'uomo.

## Tassonomia
Prima dell'analisi del DNA, la tassonomia del genere Latrodectus non era chiara: i cambiamenti nel numero di specie sono dovuti alla difficoltà di utilizzare la morfologia per determinare le suddivisioni all'interno del genere. L'interesse per la loro sistematica è dovuto alla pericolosità della neurotossina prodotta da questi ragni. L'aracnologo svedese Tamerlan Thorell descrisse questa specie nel 1870 da esemplari raccolti a Rockhampton e Bowen nel Queensland centrale. Gli diede il nome Latrodectus hasselti in onore del collega van Hasselt. Questi campioni sono conservati al museo svedese di storia naturale.

## Descrizione

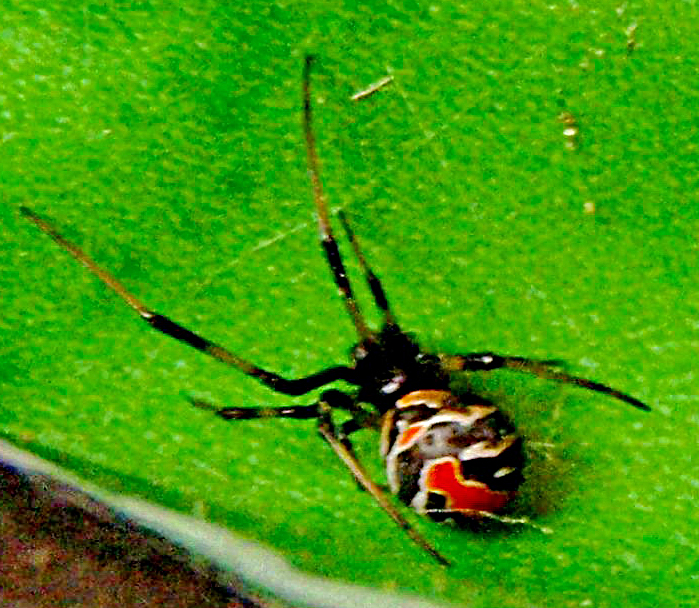
Una giovane femmina, con la tipica colorazione dell'addome

La femmina adulta ha un corpo lungo circa 1 centimetro, con zampe snelle; le zampe anteriori sono più lunghe delle altre.
L'addome è rotondo, in genere di un nero intenso ma occasionalmente brunastro, con una striscia longitudinale rossa o talvolta arancione sulla superficie superiore e una macchia scarlatta a forma di clessidra sul lato inferiore. Occasionalmente si riscontrano femmine nelle quali il caratteristico disegno è incompleto o addirittura con addome completamente nero. Il cefalotorace è molto più piccolo dell'addome ed è nero. I giovani sono grigi con macchie scure, e diventano più scuri ad ogni muta. Le giovani femmine presentano anche sottili strisce bianche sull'addome. I colori brillanti possono servire da avvertimento per potenziali predatori. Il maschio è più piccolo rispetto alla femmina, lungo 3–4 mm di color marrone chiaro, con macchie bianche sulla parte superiore dell'addome e una pallido disegno a clessidra sul lato inferiore.

## Biologia

### Ragnatela

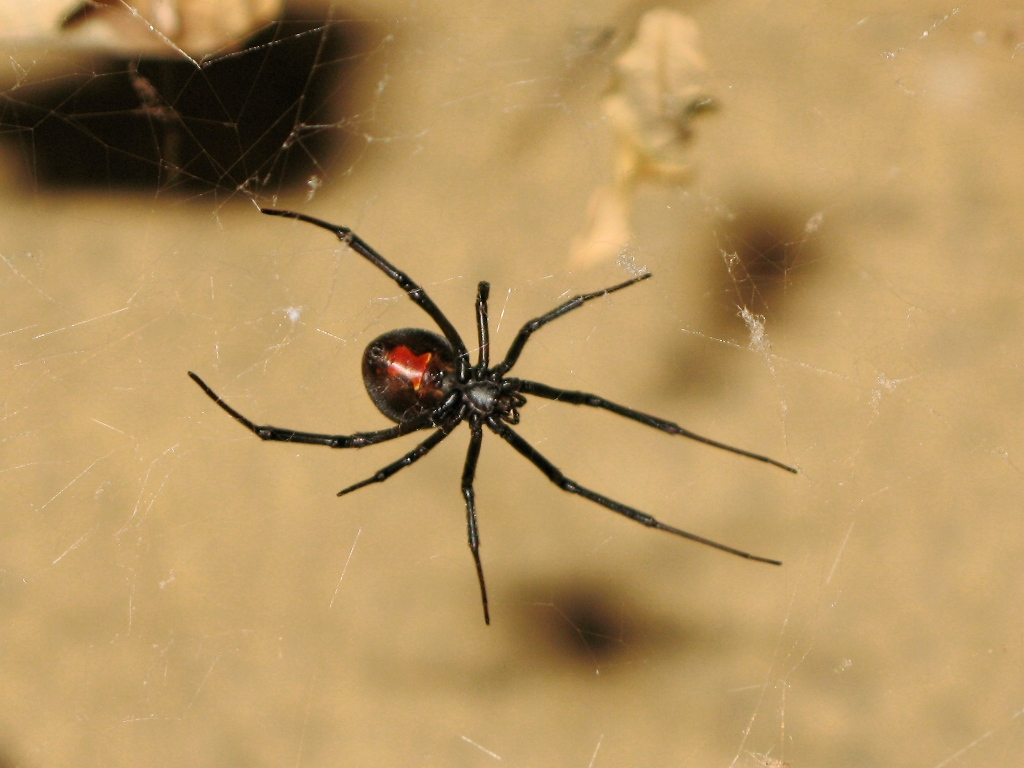
Femmina adulta nella ragnatela

Il ragno è tipicamente notturno. La femmina rimane nascosta durante il giorno e tesse la sua tela durante la notte rimanendo solitamente nella stessa zona per la maggior parte della sua vita adulta. La tela appare un groviglio di seta fine ma resistente, dall'aspetto irregolare. Sebbene i fili sembrino collocati casualmente, in realtà sono posizionati strategicamente per il sostegno e l'intrappolamento delle prede. La parte più densa della tela è a forma di imbuto dove il ragno depone le uova e si ritira in caso di minaccia; da quest'area si protendono fino a terra dei fili verticali e appiccicosi che il ragno utilizza per catturare le prede. I fili verticali fungono da "sensori" per avvisare il ragno della presenza di prede o minacce tramite le vibrazioni degli stessi, inoltre intrappolano e trascinano la preda in aria quando i fili orizzontali più deboli che li trattengono, noti come tiranti, si rompono per il dimenarsi della preda. I singoli filamenti sono abbastanza robusti da poter catturare e trattenere anche piccoli rettili.

### Prede

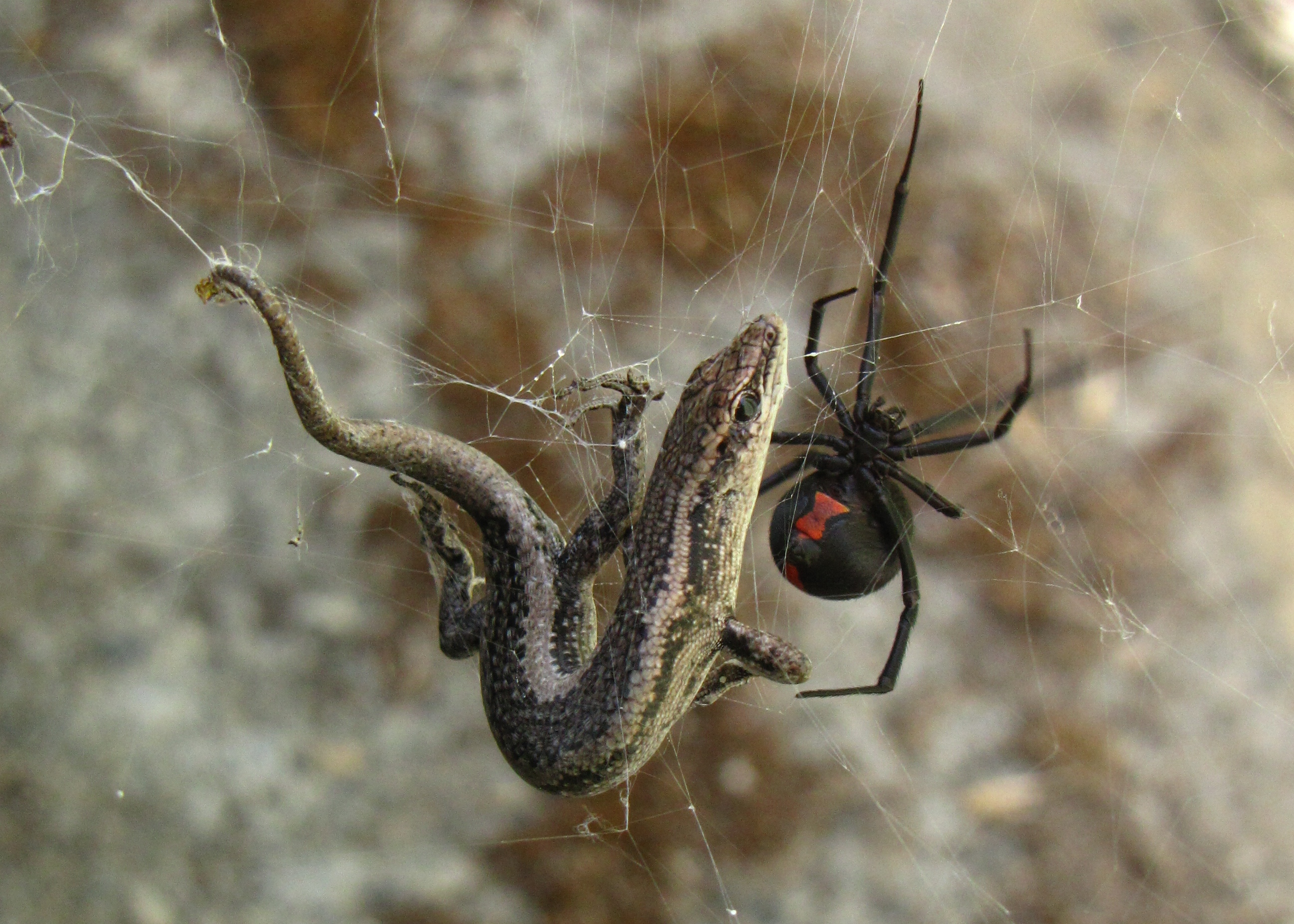
Femmina che ha catturato una lucertola

La vedova australiana si nutre principalmente di insetti, ma può catturare anche altri animali che restano intrappolati nella ragnatela, come ragni o lucertole e occasionalmente serpenti. Gli onischi sono una preda tipica. Gli individui in via di sviluppo necessitano di prede di dimensioni adeguate come comuni moscerini della frutta (Drosophila melanogaster), larve di tarme della farina (Tenebrio molitor), mosche e giovani ninfe di blatte.
Il ragno, quando rileva una preda intrappolata, avanza verso di essa, toccandola con le zampe e spruzzando una seta liquida e collosa su di essa per immobilizzarla. Quindi morde ripetutamente la sua vittima sulla testa, sul corpo e sulle articolazioni delle gambe e la avvolge in una seta appiccicosa e asciutta. A differenza di altri ragni, non fa ruotare la sua preda mentre la avvolge nella seta, ma, come altri ragni, inietta poi un veleno che liquefà le viscere della sua vittima. Una volta che ha catturato la preda, il ragno la porta nell'area ad imbuto e inizia a risucchiare le interiora liquefatte, generalmente da 5 a 20 minuti dopo averla immobilizzata. Questi ragni non bevono, eccezion fatta quando sono denutriti.
A volte le femmine più grandi rubano le prede conservate nelle ragnatele di altri ragni. Quando due ragni di questa specie si incontrano, anche se di sesso opposto, l'interazione è sempre aggressiva: il ragno sconfitto viene mangiato. Se la femmina, invece, "accetta" il maschio a quest'ultimo viene permesso di mangiare le prede intrappolate nella ragnatela della femmina. I giovani sono cannibali, quelli più vivaci a volte mangiano i loro fratelli meno attivi. Rubano anche il cibo alla madre, cosa che lei cerca di impedire.

### Ciclo vitale

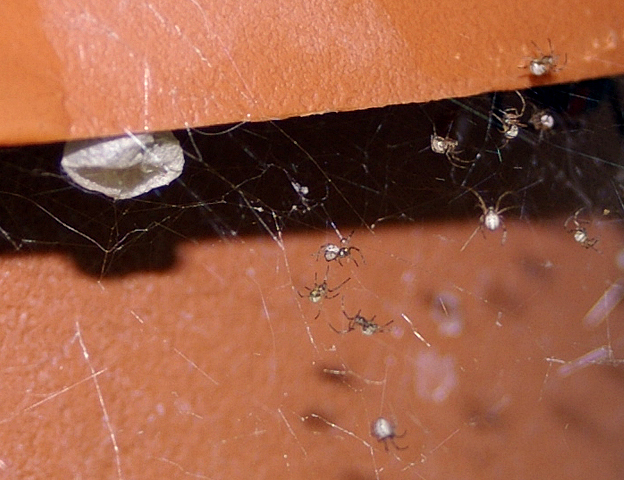
Giovani esemplari

I giovani si schiudono dalle uova dopo circa 8 giorni e possono emergere dal sacco ovigero già 11 giorni dopo la deposizione. Temperature più basse possono rallentare significativamente il loro sviluppo e la schiusa può avvenire dopo mesi. Dopo la schiusa trascorrono circa una settimana all'interno del sacco ovigero, facendo al suo interno la prima muta. I ragni maschi si sviluppano attraversando fino a cinque stadi in circa 45-90 giorni, le femmine invece attraversano 7-8 stadi in circa 75-120 giorni. I maschi vivono fino a sei o sette mesi, mentre le femmine possono vivere da due a tre anni.
I giovani convivono sulla ragnatela della madre per un periodo che varia da diversi giorni a una settimana; durante questo tempo si osserva spesso il cannibalismo tra i neonati. Dopo aver abbandonato la tela, seguono la luce e si arrampicano sulla cima di tronchi o rocce vicine prima di estendere i loro addomi in alto nell'aria e produrre una gocciolina di seta. La seta liquida viene tirata dal vento in un lungo filo sottile che, quando è abbastanza lungo, porta via il ragno. Tale comportamento è noto come ballooning. Il filo di seta poi aderirà a un oggetto sul quale il giovane ragno tesserà la propria tela. Talvolta i ragni immaturi cooperano e tessono le tele insieme.

### Riproduzione

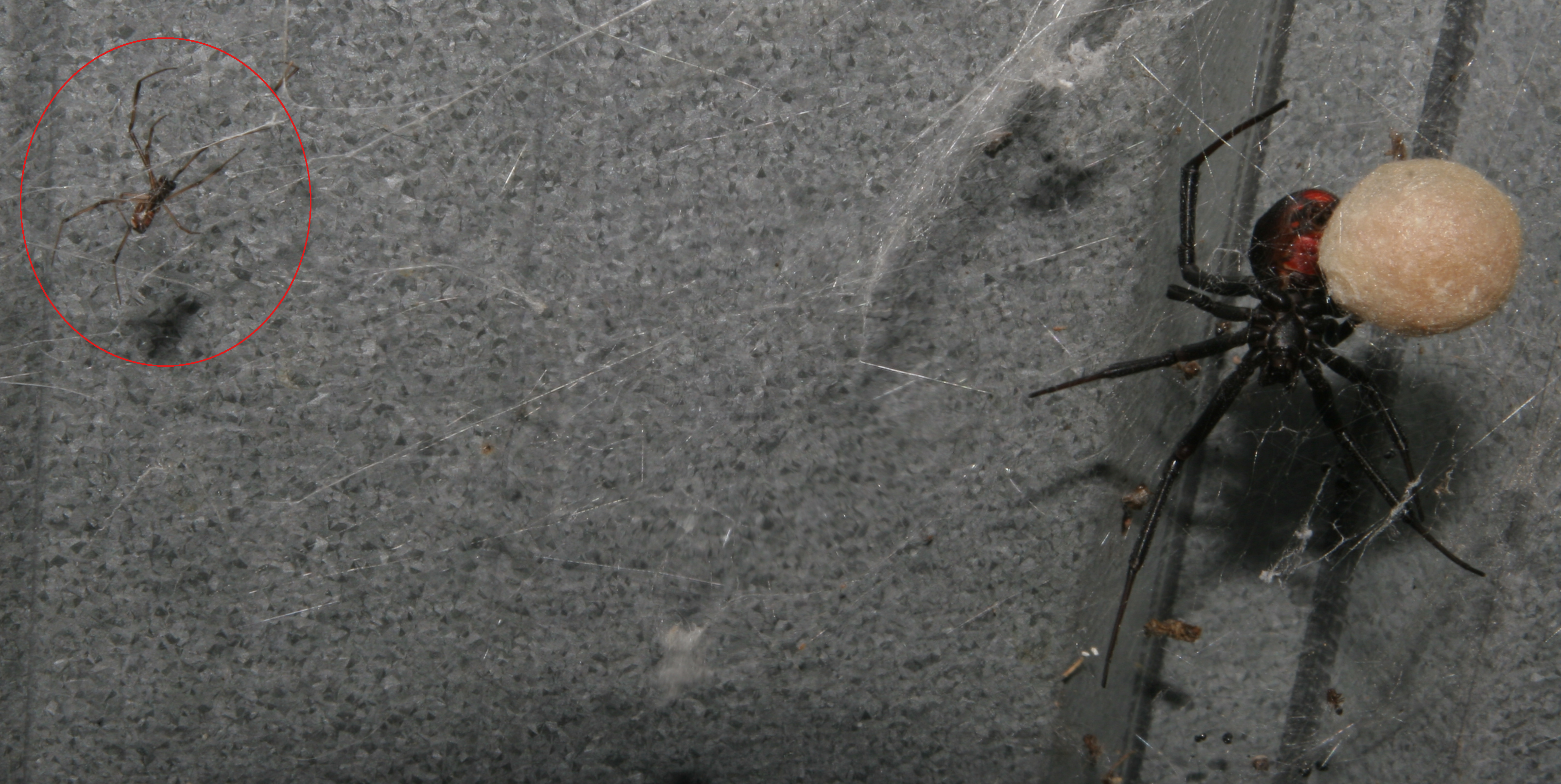
Femmina (a destra) con sacco ovigero e maschio (cerchiato in rosso)

I maschi, dopo aver mutato nell'ultimo stadio, abbandonano la ragnatela materna per cercare una femmina. Il ragno maschio non mangia durante questo periodo. Non è chiaro come i maschi trovino le femmine ed è possibile che, come i giovani, sfruttino il ballooning. Uno studio ha rilevato che la maggior parte dei maschi impiegava dalle 6 alle 8 settimane per spostarsi di 3-3,5 m con spostamenti occasionali di oltre 8 m, ma che solo l'11-13% circa abbia trovato con successo una compagna.
Sono attratti dai feromoni, che le femmine sessualmente mature e non accoppiate secernono sulla ragnatela. Si pensa che questo sia l'unico metodo con cui i maschi valutino lo stato riproduttivo di una femmina. Durante il corteggiamento gran parte della tela impregnata di feromoni viene distrutta.
Durante l'accoppiamento, il maschio tenta di accoppiarsi inserendo uno dei suoi palpi in una delle due spermateche della femmina, ciascuna delle quali ha il proprio orifizio di inseminazione. Dopodiché prova, e spesso riesce, a inserire anche l'altro palpo nel secondo orifizio della femmina. Questo ragno è una delle due sole specie animali conosciute nelle quali il maschio assiste attivamente la femmina nel cannibalismo sessuale. Nel processo di accoppiamento, il maschio molto più piccolo si capovolge per posizionare il suo addome sopra l'apparato boccale della femmina. In circa due casi su tre, la femmina consuma completamente il maschio mentre l'accoppiamento prosegue. I maschi che non vengono mangiati muoiono per le ferite riportate subito dopo l'accoppiamento.
Si pensa che il sacrificio durante l'accoppiamento conferisca due vantaggi alla specie: consente un periodo di copulazione più lungo e quindi la fecondazione di più uova, inoltre le femmine che hanno mangiato un maschio hanno maggiori probabilità di rifiutare i maschi successivi. Sebbene ciò renda impossibile ulteriori accoppiamenti per i maschi, questo non è un grave svantaggio per la conservazione della specie, perché meno del 20% dei maschi si accoppia durante la loro vita e, in ogni caso, il maschio è funzionalmente sterile se ha usato il contenuto di entrambi i suoi palpi nel primo accoppiamento.
Una volta che la femmina si è accoppiata, lo sperma viene immagazzinato in una o entrambe le sue spermateche. Lo sperma può essere utilizzato per fertilizzare le uova per un periodo fino a due anni. Una femmina di ragno può deporre le uova da quattro a dieci volte. Prepara un disco di seta concavo poco profondo di circa 3 mm di diametro prima di deporre le uova al suo interno, poi completa la sacca con altra seta fino a darle una forma sferica, l'intero processo richiede circa un'ora e un quarto. Il sacco ovigero ha un diametro di circa 1 cm e contiene in media circa 250 uova, da un minimo di 40 fino anche a 500.

## Distribuzione e habitat

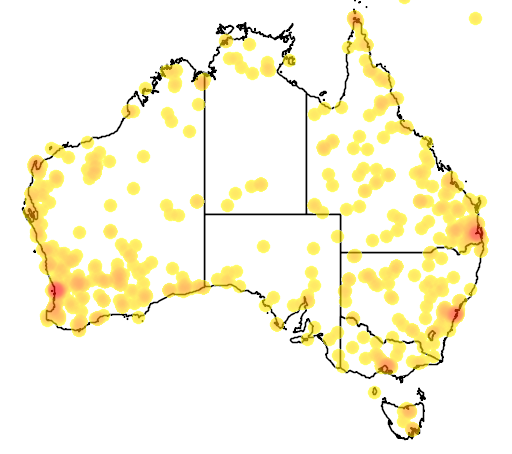
Areale di distribuzione (2013)

È diffuso in tutta l'Australia. La distribuzione riportata dal World Spider Catalog include il sud-est asiatico e la Nuova Zelanda.
Colonie e individui sono stati trovati in Giappone, Inghilterra, Belgio, Emirati Arabi Uniti e Iran. La sua diffusione è stata involontariamente aiutata dagli edifici moderni, che spesso forniscono habitat favorevoli alle popolazioni di L. hasselti.
Al di fuori delle aree urbane, questa specie si trova spesso in habitat aridi che vanno dalla foresta di sclerofille al deserto, anche ostile, come il deserto di Simpson. È diventato molto più comune nelle aree urbane nei primi decenni del XX secolo, e ora si trova in tutti gli ambienti, con l'eccezione di quelli più inospitali, dell'Australia e delle sue città. È particolarmente comune a Brisbane, Perth e Alice Springs.
Le ragnatele sono solitamente costruite in luoghi asciutti, bui e riparati, come tra le rocce, tronchi o cavità degli alberi, sugli arbusti, in vecchi pneumatici, depositi, lattine e scatole vuote o tra i rifiuti.

## Predatori
I ragni delle specie Badumna insignis, Pholcus phalangioides e Artema atlanta predano L. hasselti, che sono spesso assenti se queste specie hanno abbondanti popolazioni.
Agenioideus nigricornis è un parassitoide del ragno adulto. Insetti delle famiglie Eurytomidae e Ichneumonidae parassitano le uova, mentre i Neuroptera Mantispidae se ne cibano.

## Morsicature sugli umani

### Incidenza
L. hasselti è stato storicamente responsabile del maggior numero di avvelenamenti che hanno richiesto la terapia con antiveleno, più di qualunque altro animale in Australia. Tuttavia, nel 2017 il ragno è stato accusato di soli 250 avvelenamenti che hanno richiesto l'impiego dell'antiveleno. Le stime del numero di persone ritenute vittime di morsicature da questa specie ogni anno variano da 2000 a 10000. Le femmine, molto più grandi dei maschi, sono responsabili di quasi tutti i casi di avvelenamento. Si crede che, date le minori dimensioni del maschio, esso non sia in grado di mordere un essere umano, anche se sono stati riportati alcuni casi; la loro rarità è presumibilmente dovuta alla piccola teglia del maschio e alla taglia proporzionalmente piccola dei cheliceri piuttosto che all'incapacità di mordere o alla mancanza di un veleno potente. Il morso delle femmine adulte e immature pare avere la stessa potenza. Il morso del maschio invece produce di solito solo un moderato dolore passeggero. La maggioranza dei morsi avviene nei mesi caldi tra dicembre e aprile, al pomeriggio o alla sera. Dato che la femmina si muove con lentezza e raramente lascia la ragnatela le morsicature generalmente avvengono a causa dell'appoggio di una mano o di un'altra parte del corpo vicino al ragno, ad esempio mettendo la mano in cavità di muri. Spesso i morsi avvengono anche quando un ragno viene disturbato mentre è nascosto in oggetti quali abiti, scarpe, guanti, materiali edilizi, attrezzature da giardinaggio o giocattoli.
Un'analisi del 2004 mostra che il 46% delle morsicature avviene all'estremità distale degli arti, il 25% all'estremità prossimale (braccio e coscia), il 2% sul tronco e il 7% su testa o collo. In alcuni casi le vittime sono state oggetto di morsicature multiple Storicamente le vittime erano spesso morse ai genitali ma questo fenomeno è scomparso con l'entrata in disuso dei gabinetti esterni in favore di quelli all'interno delle abitazioni. Al contrario i morsi su testa e collo sono aumentati con la diffusione di dispositivi di protezione individuale come elmetti e cuffie.
Le precauzioni per evitare i morsi consistono l'utilizzo di guanti e scarpe durante le attività di giardinaggio, non lasciare abiti sul pavimento e scuotere guanti o scarpe prima di indossarli. Inoltre i bambini devono essere educati a non toccare i ragni.

### Veleno

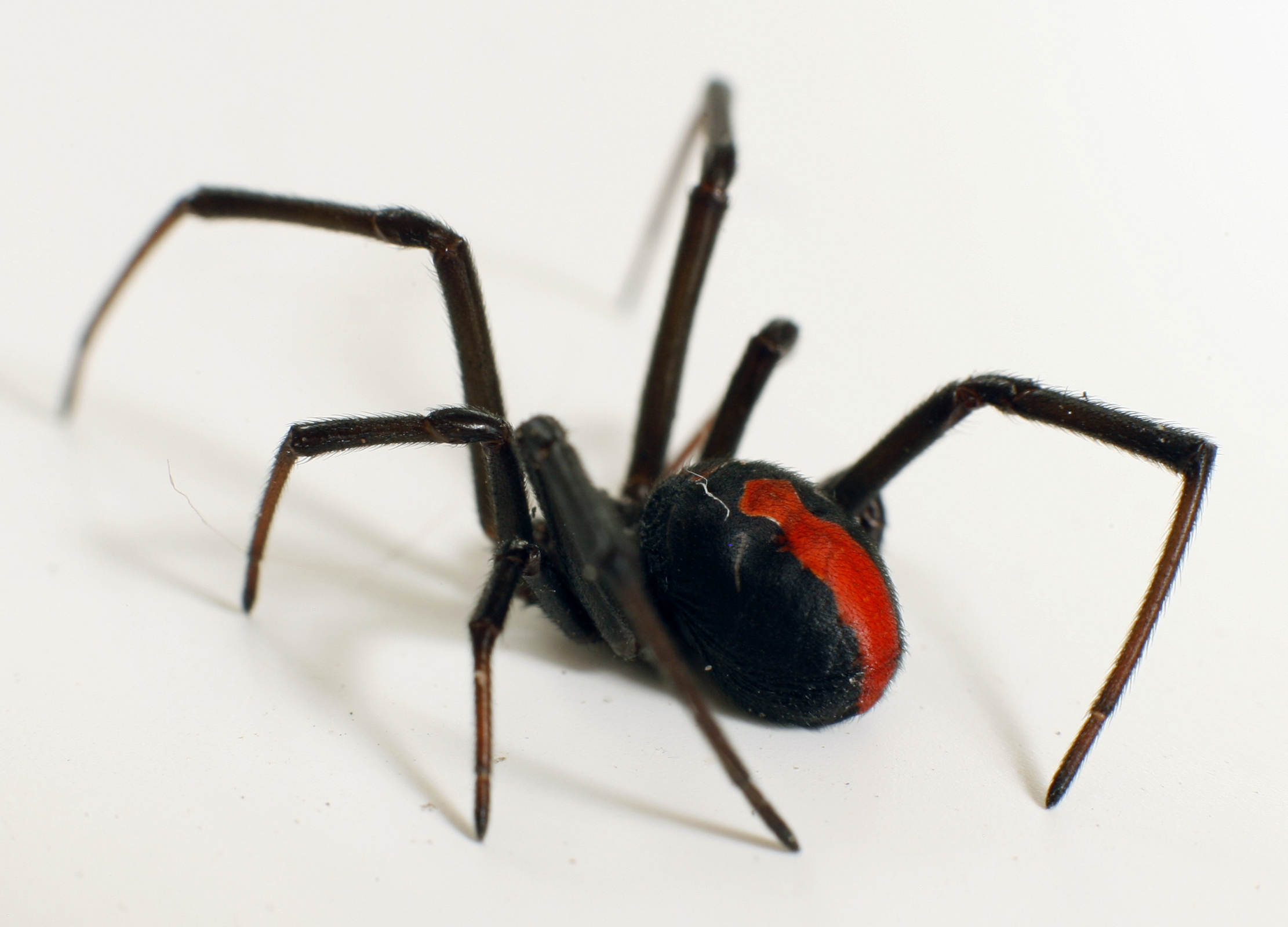
La caratteristica striatura dorsale rossa della femmina adulta

L. hasselti, al pari degli altri Latrodectus, è considerato una specie pericolosa assieme al ragno dei cunicoli australiano (Atrax e Hadronyche), ai ragni del genere Missulena, ai ragni erranti (Phoneutria) e ai ragni violino (Loxosceles). Il veleno è prodotto da ghiandole olocrine situate nei cheliceri. Il veleno si accumula nel lume delle ghiandole attraverso dei dotti pari nelle due zanne cave del ragno. Il veleno di questo ragno si crede che sia simile a quello degli altri ragni del genere Latrodectus. Contiene una complessa miscela di costituenti cellulari, enzimi e un certo numero di tossine ad alto peso molecolare comprese tossine per gli insetti e una neurotossina per i vertebrati denominata alfa-latrotossina che produce dolore intenso negli umani.
Nei vertebrati l'alfa-latrotossina produce il suo effetto attraverso la destabilizzazione della membrana cellulare e la degranulazione delle terminazioni nervose provocando un eccessivo rilascio di neurotrasmettitori, principalmente acetilcolina, norepinefrina e GABA. L'eccessiva attività dei neurotrasmettitori porta alle manifestazioni cliniche dell'avvelenamento, sebbene il preciso meccanismo d'azione non sia ancora ben compreso Il rilascio di acetilcolina provoca le manifestazioni neuromuscolari e il rilascio di epinefrina quelle cardiovascolari. Le femmine hanno una media di 0,08-0,10 mg di veleno e gli esperimenti indicano che la dose mediana letale per i topi a temperatura ambiente è dal 10 al 20% di questa quantità (0,27-0,91 mg/kg in base al peso del topo impiegato per l'esperimento) ma è notevolmente più letale per topi tenuti a temperature maggiori o minori. L'alfa-latrotossina pura ha un DL50 nel topo di 20-40 µg/kg.
La specifica variante della tossina per i vertebrati è stata clonata e sequenziata nel 2012 e fu trovata una sequenza di 1180 amminoacidi con una forte somiglianza con l'equivalente molecola reperita nel gruppo della vedova nera americana. Le sindromi provocate dal morso di qualsiasi ragno del genere Latrodectus hanno delle somiglianze, ci sono prove che ci sia una maggiore incidenza di forte sudorazione e dolore locale o irradiante nel caso di morso di L. hasselti mentre nell'avvelenamento da L. mactans è più frequente il dolore al dorso e addominale e la rigidità addominale è una caratteristica comune negli avvelenamenti causati dal sudafricano Latrodectus indistinctus.
Una neurotossina specifica per i crostacei e due per gli insetti sono stete estratte dal veleno della malmignatta del bacino del mar Mediterraneo che hanno piccoli peptidi che inibiscono l'enzima convertitore dell'angiotensina, il veleno di L. hasselti, benché poco studiato, contiene probabilmente un agente simile.

### Antiveleno

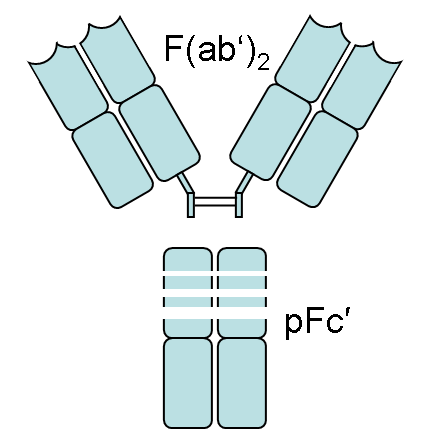
Un anticorpo digerito dalla pepsina produce due frammenti: un frammento F(ab')_{2} e un frammento pFc'. L'antiveleno per L. hasselti contiene F(ab')_{2} derivati dalle IgG nel Plasma (biologia) di cavallo iperimmune.

L'antiveleno per L. hasselti è stato sviluppato dal Commonwealth Serum Laboratories, un ente governativo allora impegnato nella scoperta di antiveleni per molti animali velenosi australiani. La produzione avviene estraendo il veleno dai ragni e iniettando dosi non letali in più occasioni nel cavallo. L'apparato immunitario del cavallo produce anticorpi policlonali. Il plasma contenente gli anticorpi viene estratto per plasmaferesi. Il plasma viene trattato con pepsina e i frammenti attivi F(ab')2 vengono separati e purificati. Ogni fiala contiene 500 unità di antiveleno in circa 1,5 ml. che è una dose sufficiente per inattivare 5 mg di veleno in provetta. L'antiveleno è stato somministrato in sicurezza a donne nei vari stadi della gravidanza. Questo antiveleno è stato somministrato senza problemi in Australia a partire dal 1956 nonostante che non siano stato condotti esperimenti controllati sulla sua efficacia. Studi recenti dimostrano che l'antiveleno ha un basso tasso di risposta, poco migliore del placebo, e qualsiasi effetto è inferiore a quello che si potrebbe ottenere con l'uso ottimale di analgesici standard. Ulteriori studi sono necessari prima di poter confermare o rigettare la sua efficacia. L'antiveleno appare efficace nel contrastare l'avvelenamento da ragni del genere Steatoda, In modo simile l'antiveleno per L. hasselti risulta efficace per gli avvelenamenti da L.katipo e L. tredecimguttatus. Studi condotti su animali ne supportano l'uso contro l'avvelenamento da L.mactans, L. hesperus e L. tredecimguttatus

### Segni e sintomi
L'avvelenamento dovuto al morso di L.hasselti produce una sindrome nota come latrodectismo. Una frazione piccola ma significativa delle persone morse sviluppa un dolore significativo o sintomi sistemici. La diagnosi è basata sulla condizione clinica, spesso basata sul fatto che la persona si è accorta di essere stata morsa, e idealmente dall'identificazione del ragno. Test di laboratorio sono di rado necessari e non esistono test specifici per il veleno o per il latrodectismo.
Le ridotte dimensioni di questo ragno fanno sì che non siano frequenti gonfiori o segni di puntura sul sito del morso. Il morso può provocare da subito dolore ma più frequentemente viene avvertita solo una puntura come di spillo o un lieve bruciore. Entro un'ora può svilupparsi un più severo dolore locale accompagnato da gonfiore e, talvolta, piloerezione: questi tre sintomi che compaiono contemporaneamente sono la classica presentazione clinica dell'avvelenamento da L. hasselti. Dolore, gonfiore e rossore cutaneo possono diffondersi prossimalmente sull'arto o lontano dal sito di morsicatura e i linfonodi regionali possono essere dolenti. Alcuni soggetti nei quali la comparsa dei sintomi è più tardiva possono presentare una sintomatologia caratteristica con sudorazione e dolore agli arti inferiori in genere sotto il ginocchio o con una sensazione di bruciore alle piante dei piedi. Questo può avvenire anche se la persona è stata morsa in altre parti del corpo.
Circa un soggetto su tre sviluppa sintomi sistemici dopo un certo numero di ore o, raramente, anche dopo più di 24 ore. I sintomi tipici includono nausea, vomito, dolore addominale o al petto, agitazione, mal di testa, sudorazione generalizzata e ipertensione Sono comuni anche altri sintomi non specifici come malessere e letargia. Raramente sono stati segnalati altri effetti come sintomi neurologici, febbre e priapismo. Forte dolore può persistere per più di 24 ore dopo il morso. I sintomi dell'avvelenamento possono perdurare per settimane o perfino mesi. Rare complicazioni possono includere infezioni della pelle localizzate, convulsioni, coma, edema polmonare e insufficienza respiratoria. I bambini, gli anziani e coloro che hanno gravi condizioni mediche preesistenti hanno un rischio molto maggiore di effetti gravi dell'avvelenamento. Neonati sono deceduti entro alcune ore dal morso mentre per gli adulti sono stati necessari fino a 30 giorni
I bambini e i neonati potrebbero non essere in grado di riferire di essere stati morsi, rendendo difficile associare i loro sintomi a un morso di ragno. I sintomi nei neonati includono pianto inconsolabile, rifiuto del cibo e un'eruzione cutanea eritematosa generale Dolori muscolari e spasmi del collo sono frequentemente segnalati nei bambini sopra i quattro anni di età.
Al contrario di quelli di altri ragni il morso di L.hasselti non causa necrosi. Il latrodectismo è stato erroneamente diagnosticato come epatite acuta, sepsi, torsione del testicolo o addome acuto

### Trattamento
Il tipo di trattamento si basa sulla gravità dell'avvelenamento. La maggioranza dei casi non richiede cure mediche, i pazienti con dolore locale, gonfiore e rossore di solito necessitano solo di applicazione di ghiaccio e comuni analgesici per via orale come il paracetamolo. L'immobilizzazione a pressione del sito del morso non è raccomandata. Mantenere fermo e calmo il paziente è consigliato.
Il ricovero in ospedale è consigliato se i comuni antidolorifici non alleviano il dolore locale o se compaiono sintomi sistemici Gli analgesici oppiacei possono essere necessari per alleviare il dolore. L'antiveleno è stato storicamente somministrato agli adulti con dolore locale grave o con sintomatologie sistemiche compatibili con il latrodectismo come dolore e gonfiore che si diffondono prossimalmente dal sito del morso, forte dolore locale o sistemico, dolore al petto, dolore addominale o sudorazione eccessiva (diaforesi). Una percentuale significativa dei morsi non provoca avvelenamento o sintomi di alcun tipo; circa il 2-20% delle persone avvelenate sono state trattate con l'antiveleno. In uno studio australiano su 750 ricoveri ospedalieri d'urgenza per morsicature di ragno nei quali il ragno responsabile era stato definitivamente identificato 56 erano dovuti a L. hasselti. Di questi 37 hanno avuto dolore significativo perdurante per oltre 24 ore. Solo sei casi sono stati trattati con l'antiveleno.
Il produttore dell'antiveleno raccomanda una fiala anche se in alcuni casi ne sono state usate di più. Linee guida del passato indicavano due fiale, con ulteriori due fiale se i sintomi non si alleviano entro due ore, tuttavia linee guida più recenti sostengono: "L'antiveleno viene talvolta somministrato in presenza di un'anamnesi, di sintomi e segni coerenti con un avvelenamento sistemico e di dolore grave che non risponde agli analgesici orali... Tuttavia, studi recenti dimostrano che l'antiveleno ha un basso tasso di risposta, poco migliore del placebo, e che qualsiasi effetto è inferiore a quello che si potrebbe ottenere con l'uso ottimale di analgesici standard." L'antiveleno può essere somministrato sia per iniezione intramuscolare che endovenosa. Il produttore raccomanda l'uso per intramuscolo, con l'endovenosa riservata ai casi più gravi con pericolo di vita. Nel gennaio 2008 il tossicologo Geoffrey Isbister ha suggerito che l'iniezione intramuscolare dell'antiveleno non fosse così efficace come l'iniezione endovenosa poiché impiega più tempo a raggiungere il siero. Isbister ha successivamente riscontrato che la differenza tra la via di somministrazione endovenosa e quella intramuscolare è, nel migliore dei casi, minima e non giustifica la scelta di routine dell'una rispetto all'altra.
Queste preoccupazioni hanno portato due manuali australiani a raccomandare la somministrazione per via endovenosa piuttosto che per via intramuscolare nella pratica medica. Malgrado la lunga storia di impiego e le prove aneddotiche di efficacia, mancano dati da studi controllati che confermano i benefici dell'antiveleno. Nel 2014 Isbister e altri hanno condotto uno studio randomizzato e controllato sull'uso dell'antiveleno contro il placebo per gli avvelenamenti da parte di L. hasselti, scoprendo che l'aggiunta dell'antiveleno non migliora significativamente il dolore o i sintomi sistemici mentre ha causato effetti avversi da ipersensibilità acuta nel 3,6% dei pazienti che lo hanno ricevuto. La questione dell'abbandono dell'antiveleno sulla base di questo e di altri studi precedenti è stata sollevata nel 2015 negli Annals of Emergency Medicine, dove White e Weinstein hanno sostenuto che se le raccomandazioni contenute nell'articolo di Isbister et al. del 2014 fossero state seguite, avrebbero portato all'abbandono dell'antiveleno come opzione terapeutica, un risultato che White e Weinstein considerano indesiderabile. Gli autori dell'articolo di Isbister et al. del 2014 hanno risposto nello stesso numero della rivista suggerendo che i pazienti per i quali si prende in considerazione l'uso dell'antiveleno dovrebbero essere informati in modo esauriente: “ci sono prove importanti che indicano che non l'antiveleno non è più efficace del placebo” e, alla luce del rischio di anafilassi e malattia da siero, “l'uso di routine dell'antiveleno non è quindi raccomandato”.
Prima dell'introduzione dell'antiveleno venivano usate benzodiazepine e gluconato di calcio per ridurre il dolore e la sofferenza anche se il calcio non è raccomandato in quanto i suoi effetti benefici non sono stati dimostrati dagli studi clinici.
Gli studi supportano la sicurezza dell'antiveleno con circa il 5% di rischio di reazione acuta, l'1-2% di rischio per l'anafilassi e il 10% di reazione ritardata dovuta alla malattia da siero. Tuttavia si raccomanda che un'iniezione di adrenalina sia pronta e a disposizione in caso ci sia bisogno di trattare una grave reazione anafilattica e anche che l'antiveleno della fiala sia somministrato diluito in una sacca da 100 ml di soluzione per endovenosa da infondere nell'arco di 30 minuti. Mentre è raro che i pazienti riportino sintomi di avvelenamento che durino settimane o mesi dopo il morso  ci sono casi riportati dagli anni 90 nei quali l'antiveleno è stato efficace nell'alleviare i sintomi cronici quando somministrato settimane o mesi dopo il morso, Nella maggior parte dei casi, comunque, l'antiveleno è somministrato entro 24 ore dal morso.

### Prognosi
In accordo al Ministero della salute del New South Wales il morso di L. hasselti non è considerato un pericolo per la vita ma capace di provocare forte dolore e sintomi sistemici che possono persistere per ore o giorni. In praticamente tutti i casi i sintomi si risolvono entro una settimana. La morte è estremamente improbabile. Nel 2016 la morte di un escursionista a causa di un morso di L. hasselti ha avuto ampia eco. In questo caso la morte è avvenuta a causa di un'infezione secondaria e l'uomo in questione si era appena ristabilito da un grave incidente automobilistico. Oltre a questo caso non ci sono state morti a causa del morso di L. hasselti da quando è stato introdotto l'antiveleno. In precedenza il morso di L. hasselti è stato implicato in almeno 14 morti in Australia anche se questi decessi non possono essere essere collegati con certezza al morso del ragno come unica causa.